# Сабини, Кандидо
Граф Ка́ндидо Саби́ни (итал. Candido Sabini; 1870, Альтамура — 1934, Париж) — итальянский журналист и дипломат.

## Биография
Родился в Альматуре, провинция Бари в 1870 году. С конца XIX века работал в Париже в качестве журналиста. С 1904 года был коммерческим атташе посольства Королевства Италия во Франции. После начала Первой мировой войны в августе 1914 года по собственной инициативе предпринял ряд переговоров с французскими политиками Жоржем Клемансо и Раймоном Пуанкаре, приведшими в конечном итоге в вступлению Италии в войну на стороне Франции и Антанты против бывших союзников Италии — Германии и Австро-Венгрии. Умер в Париже в 1834 году.